# Sex on the Phone
Sex on the Phone ist eine im Jahr 1995 veröffentlichte Single des Eurodance-Projekts E-Rotic.

## Hintergrund
Sex on the Phone erschien am 6. Juni 1995 als dritte Singleauskopplung aus dem Debütalbum Sex Affairs. Gesungen wurde es von Lyane Leigh. Rapper war David Brandes.
Wie bei den vorherigen Singles Max Don’t Have Sex with Your Ex und Fred Come to Bed geht es hierbei erneut um das Thema Sex, diesmal speziell um das Thema Telefonsex.

## Titellisten von den Maxi-CDs
Sex on the Phone
1. Sex on the Phone (Radio Edit) – 3:54
2. Sex on the Phone (Extended Version) – 6:06
3. Sex on the Phone (D1 Remix) – 5:44
4. Sex on the Phone (D2 Remix) – 5:51

Sex on the Phone REMIXES
1. Sex on the Phone (The Hotline Remix) – 4:31
2. Sex on the Phone (The House Remix) – 4:21
3. Sex on the Phone (The Fast and Hot Sex Max Remix) – 5:12

## Charts und Chartplatzierungen
| ChartsChartplatzierungen | Höchstplatzierung | Wochen |
| ------------------------ | ----------------- | ------ |
| Deutschland (GfK)        | 6 (14 Wo.)        | 14     |
| Österreich (Ö3)          | 2 (14 Wo.)        | 14     |
| Schweiz (IFPI)           | 30 (8 Wo.)        | 8      |

## Coverversionen
Im Jahr 2009 veröffentlichte die damalige E-Rotic-Sängerin Lyane Leigh mit ihrem eigenen Projekt S.E.X.Appeal eine neue Version mit dem Titel Sex on the Phone.